# Eldkula
Eldkula är en mycket ljusstark meteor. Internationella astronomiska unionen definierar det som en meteor med en skenbar magnitud på -4 eller mer. Under 2011 dokumenterade American Meteor Society 4589 fall.